# ال پریودیکو دی کاتالونیا

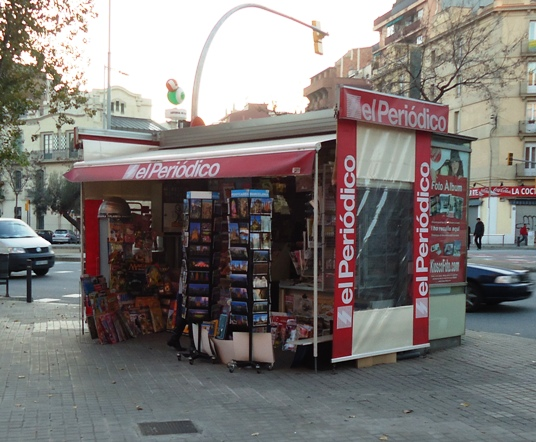
نمایی از یک کیوسک مطبوعات با آرم تبلیغاتی روزنامهٔ ال پریودیکو - ۲۰۱۱

ال پریودیکو ده کاتالونیا (به اسپانیایی: El Periódico de Catalunya) یک روزنامه صبح است که دفتر آن در بارسلون قرار دارد. این روزنامه در نسخه‌هایی به زبان اسپانیایی با لوگوی نام قرمز رنگ و کاتالانی با لوگوی نام آبی رنگ منتشر می‌شود. از هردو نسخه در هر روز مجموعاً بیش از ۱۵۰.۰۰۰ نسخه به فروش می‌رود. این روزنامه در تاریخ ۲۶ اکتبر ۱۹۷۸ تأسیس شده‌است.